# Das schönste Geschenk
Das schönste Geschenk ist ein deutscher Stummfilm in einem Akt von Ernst Lubitsch aus dem Jahr 1916. Er gilt als verschollen.

## Inhalt
Anlässlich ihres Geburtstages verschickt eine junge Frau Einladungen an ihre zahlreichen Verehrer: Denjenigen unter ihnen, der ihr das schönste Geschenk macht, will sie heiraten. Während die zahlreichen Verehrer erscheinen, kommt Ernst Lubitschs Figur fast zu spät: Da er einen Knopf an seinem Hemd verloren hat, muss er auf Rollschuhen zu seiner Geliebten fahren, um noch rechtzeitig zu erscheinen.
Die Mühen haben sich gelohnt, schenkt er doch das schönste Geschenk von allen: ein viertel Pfund Butter.

## Produktion
Im Jahr 1916 kamen insgesamt vier Lubitsch-Filme in die Kinos: Schuhpalast Pinkus, Der gemischte Frauenchor, Das schönste Geschenk und noch im Dezember 1916 Der G.m.b.H.-Tenor.
Das schönste Geschenk wurde in den Ufa-Union-Ateliers Tempelhof bei Berlin gedreht. Die Bauten stammen von Kurt Richter. Die Zensur belegte den Film im August 1916 mit einem Jugendverbot. Die Uraufführung fand am 24. November 1916 in den Kammerlichtspielen Berlin statt. Vom Film, der eine Gesamtlänge von 233 Metern besaß, ist keine erhaltene Kopie bekannt.

## Kritik
Die Kritik bezeichnete Das schönste Geschenk als „eine hübsche Lustigkeit […] Wirklich eine hübsche Kleinigkeit, dieser Lubitsch-Film“.